# 木谷信之
木谷 信之（きたに のぶゆき）は、日本の国土交通技官。奈良県土木部長等を経て、国土交通省国土技術政策総合研究所所長を最後に退官後、一般社団法人建設コンサルタンツ協会副会長。

## 人物・経歴
1980年東京大学工学部土木工学科卒業、建設省入省。1995年建設省近畿地方建設局京都国道工事事務所長。1997年岡山県土木部道路建設課長。2001年国土交通省道路局高速国道課高速道路調整官。
2003年国土交通省北陸地方整備局建政部長。2005年奈良県土木部長。2008年日本高速道路保有・債務返済機構企画部長。2010年国土交通省道路局道路交通管理課長。2011年内閣官房地域活性化統合事務局参事官。2012年日本高速道路保有・債務返済機構監事。2013年日本高速道路保有・債務返済機構理事。
2015年国土技術政策総合研究所長。2016年建設コンサルタンツ協会顧問。2017年建設コンサルタンツ協会副会長兼専務理事。2018年阪神高速道路取締役兼執行役員。2021年鹿島道路常務執行役員。